# Armand Traoré
Armand Traoré (París, 8 d'octubre de 1989) és un futbolista francès d'ascendència senegalesa que actualment juga de lateral esquerre o volant esquerre al Queens Park Rangers Football Club.
Ha jugat amb les seleccions franceses Sub-19 i Sub-21, però ha optat per jugar amb la selecció absoluta del Senegal, país del qual són originaris els seus pares.